# Kōsuke Inose
Kōsuke Inose (japanisch 猪瀬 康介 Inose Kōsuke; * 25. Dezember 2000 in der Präfektur Ibaraki) ist ein japanischer Fußballspieler.

## Karriere
Inose erlernte das Fußballspielen in der Schulmannschaft der Ryutsu Keizai University Kashiwa High School. Seinen ersten Vertrag unterschrieb er 2019 beim FC Ryūkyū. Der Verein spielte in der zweiten japanischen Liga, der J2 League. Am Ende der Saison 2022 belegte Ryūkyū den vorletzten Tabellenplatz und musste in die dritte Liga absteigen. Nach dem Abstieg wechselte er im Januar 2023 zum Drittligisten SC Sagamihara. 2023 kam er einmal für den Verein aus Sagamihara zum Einsatz. Am 1. Februar 2024 wechselte er auf Leihbasis nach Akita zum Zweitligisten Blaublitz Akita. Hier kam er jedoch nicht zum Einsatz. Im Februar 2025 kehrte er nach der Ausleihe zu Sagamihara zurück.